# فينتر هال
فينتر هال (بالإنجليزية: Winter Hall)‏ هو ممثل نيوزلندي، ولد في 21 يونيو 1872 في نيوزيلندا، وتوفي في 10 فبراير 1947 بلوس أنجلوس في الولايات المتحدة.

## أعمال

### أفلام
- (1925) بن هور
- (1936) الفتاة البوهيمية
- (1938) لو كنت ملك

## وصلات خارجية
- فينتر هال على موقع IMDb (الإنجليزية)
- فينتر هال على موقع أول موفي (الإنجليزية)
- فينتر هال على موقع قاعدة بيانات الأفلام السويدية (السويدية)
- فينتر هال على موقع قاعدة بيانات الفيلم (الإنجليزية)